# تپه قلعه بهاءالدین
تپه قلعه بهاءالدین مربوط به دوران‌های تاریخی هخامنشی است و در شهرستان بروجرد، بخش مرکزی، روستای قلعه بهاءالدین واقع شده و این اثر در تاریخ ۲۳ شهریور ۱۳۸۲ با شمارهٔ ثبت ۱۰۰۰۲ به‌عنوان یکی از آثار ملی ایران به ثبت رسیده است.